# 奥德 (古吉拉特邦)
奥德（Ode），是印度古吉拉特邦阿南德县的一个城镇。2001年总人口18,454人。

## 人口
该地2001年总人口18454人，其中男性9643人，女性8811人；0—6岁人口2131人，其中男1174人，女957人；识字率69.08%，其中男性为79.04%，女性为58.18%。